# Villy-le-Pelloux
Villy-le-Pelloux település Franciaországban, Haute-Savoie megyében. Lakosainak száma 1009 fő (2022. január 1.). Villy-le-Pelloux Allonzier-la-Caille, Charvonnex, Cruseilles, Groisy és Fillière községekkel határos.

## Népesség
A település népessége az elmúlt években az alábbi módon változott:
| Lakosok száma | 900  | 922  | 934  | 938  | 963  | 989  | 995  | 996  | 1009 |
|               | 2013 | 2015 | 2016 | 2017 | 2018 | 2019 | 2020 | 2021 | 2022 |